# Saison NBA 1953-1954
Navigation
Saison 1952-1953 Saison 1954-1955
La saison NBA 1953-1954 est la 5e saison de la NBA (la 8e en comptant les trois saisons de BAA). Elle se termine sur la victoire des Minneapolis Lakers face aux Syracuse Nationals 4 matchs à 3. C'est le 5e trophée remporté par les Lakers en 6 saisons.

## Faits notables
- Les Indianapolis Olympians disparaissent avant le début de la saison.
- Le NBA All Star Game est joué à New York. L'Est bat l'Ouest 98-93 en prolongation, emmené par le MVP de la rencontre, Bob Cousy des Celtics de Boston.
- La NBA passe pour la première fois un contrat avec une télévision nationale. La chaîne DuMont Television Network paie $39 000 pour retransmettre 13 matchs.

## Classement final
| Champion de division | Qualifié pour les playoffs | Éliminé des playoffs |

| Division Est             | V  | D  | PCT  | GB |
| ------------------------ | -- | -- | ---- | -- |
| Knicks de New York       | 44 | 28 | .611 | -  |
| Nationals de Syracuse    | 42 | 30 | .583 | 2  |
| Celtics de Boston        | 42 | 30 | .583 | 2  |
| Warriors de Philadelphie | 29 | 43 | .403 | 15 |
| Bullets de Baltimore     | 16 | 56 | .222 | 28 |

| Division Ouest        | V  | D  | PCT  | GB |
| --------------------- | -- | -- | ---- | -- |
| Lakers de Minneapolis | 46 | 26 | .639 | -  |
| Royals de Rochester   | 44 | 28 | .611 | 2  |
| Pistons de Fort Wayne | 40 | 32 | .556 | 6  |
| Hawks de Milwaukee    | 21 | 51 | .292 | 25 |

## Leaders de la saison régulière
| Catégorie                  | Joueur         | Franchise                | Stat |
| -------------------------- | -------------- | ------------------------ | ---- |
| Points par match           | Neil Johnston  | Warriors de Philadelphie | 24.4 |
| Rebonds par match          | Harry Gallatin | Knicks de New York       | 15.3 |
| Passes décisives par match | Bob Cousy      | Celtics de Boston        | 7.2  |
| % à 2 points               | Ed Macauley    | Celtics de Boston        | 48.6 |
| % aux lancers francs       | Bill Sharman   | Celtics de Boston        | 84.4 |

## Play-offs
|  |                |                       |                |    |                       |                     |                       |                       |     |  |             |             |             |
|  | Phase de poule | Phase de poule        | Phase de poule |    |                       | Finales de Division | Finales de Division   | Finales de Division   |     |  | Finales NBA | Finales NBA | Finales NBA |
|  | Phase de poule | Phase de poule        | Phase de poule |    |                       | Finales de Division | Finales de Division   | Finales de Division   |     |  | Finales NBA | Finales NBA | Finales NBA |
|  |                |                       |                |    |                       |                     |                       |                       |     |  |             |             |             |
|  | Division Est   |                       |                |    |                       |                     |                       |                       |     |  |             |             |             |
|  | E1             | Knicks de New York    | 0–4            |    |                       |                     |                       |                       |     |  |             |             |             |
|  | E1             | Knicks de New York    | 0–4            | E1 | Nationals de Syracuse | 2                   |                       |                       |     |  |             |             |             |
|  | E2             | Celtics de Boston     | 2–2            | E1 | Nationals de Syracuse | 2                   |                       |                       |     |  |             |             |             |
|  | E2             | Celtics de Boston     | 2–2            | E2 | Celtics de Boston     | 0                   |                       |                       |     |  |             |             |             |
|  | E3             | Nationals de Syracuse | 4–0            | E2 | Celtics de Boston     | 0                   |                       |                       |     |  |             |             |             |
|  | E3             | Nationals de Syracuse | 4–0            |    |                       |                     | E1                    | Nationals de Syracuse | 3   |  |             |             |             |
|  |                |                       |                |    |                       |                     | E1                    | Nationals de Syracuse | 3   |  |             |             |             |
|  | Division Ouest | Division Ouest        | Division Ouest |    |                       | O1                  | Lakers de Minneapolis | 4                     |     |  |             |             |             |
|  | Division Ouest | Division Ouest        | Division Ouest | O1 | Lakers de Minneapolis | O1                  | Lakers de Minneapolis | 4                     | 3–0 |  |             |             |             |
|  | O1             | Lakers de Minneapolis | 2              | O1 | Lakers de Minneapolis |                     |                       |                       | 3–0 |  |             |             |             |
|  | O1             | Lakers de Minneapolis | 2              | O2 | Royals de Rochester   | 2–1                 |                       |                       |     |  |             |             |             |
|  | O2             | Royals de Rochester   | 1              | O2 | Royals de Rochester   | 2–1                 |                       |                       |     |  |             |             |             |
|  | O2             | Royals de Rochester   | 1              | O3 | Pistons de Fort Wayne | 0–4                 |                       |                       |     |  |             |             |             |
|  |                |                       |                |    |                       | 0–4                 |                       |                       |     |  |             |             |             |

### Poules

#### Eastern Division
À l'issue du mini-championnat organisé entre les trois premières équipes de la division, les deux meilleures équipes sont qualifiées pour les Finales de Division. Les Syracuse Nationals se qualifient en gagnant leurs 4 matchs. Les Celtics de Boston passent, gagnant 2 matchs et en perdant 2.

#### Western Division
Le même système qu'à l'Est est appliqué. Les Minneapolis Lakers se qualifient en remportant leurs 3 matchs, les Rochester Royals avec 2 victoires pour une défaite.

### Finales de Division

#### Eastern Division
- Syracuse Nationals - Celtics de Boston 2-0

#### Western Division
- Minneapolis Lakers - Rochester Royals 2-1

### Finales NBA
- Minneapolis Lakers - Syracuse Nationals 4-3

## Récompenses individuelles
- NBA Rookie of the Year : Ray Felix, Baltimore Bullets

- All-NBA First Team :
  - George Mikan, Minneapolis Lakers
  - Harry Gallatin, Knicks de New York
  - Dolph Schayes, Syracuse Nationals
  - Bob Cousy, Celtics de Boston
  - Neil Johnston, Warriors de Philadelphie

- All-NBA Second Team :
  - Jim Pollard, Minneapolis Lakers
  - Bobby Wanzer, Rochester Royals
  - Paul Seymour, Syracuse Nationals
  - Ed Macauley, Celtics de Boston
  - Carl Braun, Knicks de New York